# Iker-zsomboly
Az Iker-zsomboly két, egymástól független zsombolyroncsból álló barlang. Az Aggteleki Nemzeti Parkban található. A barlang az Aggteleki-karszt és a Szlovák-karszt többi barlangjával együtt 1995 óta a világörökség része.

## Leírás
Az Alsó-hegy fennsíkján, Bódvaszilas központjától északra, a Vecsem-bükk csúcstól délnyugatra, 1350 méterre, a Nagy-Kopasz-galy északi tövében, egy fokozottan védett területen, a Soltész-zsombolytól délnyugatra található töbör alján vannak a lezáratlan, függőleges tengelyirányú bejáratai. A zsombolytól északnyugatra lévő kis töbör túloldalán nyílik a Bújócska-barlang. A zsombolytól 164 méterre van a Bújócska-barlang egyik bejárata.
Két, egymástól független, kicsi, nagyon feltöltődött, fosszilis zsombolyroncsból áll. Középső triász, wettersteini mészkőben keletkeztek. A vízszintes kiterjedése 13 méter. A két zsombolynyílás együtt, a környék egyik legnagyobb, fosszilis zsombolyroncsa. A mélyebb zsombolyroncs 7,5 méter mély. Ebbe, első ránézésre lehetetlennek tűnik kötél nélkül lejutni, mert haranghoz hasonlóan, lefelé szélesedik. De a két zsombolynyílást elválasztó peremen átsétálva, az akna északi oldalánál, azzal párhuzamosan egy kis, csőszerű járat vezet lefelé, amelyen keresztül könnyen a lyuk aljára lehet jutni.
Itt látható, hogy a fő akna valóban túl tág a traverzáláshoz. Lent kis cseppkövek és egy omladékos talpú, lejtő, hamar véget érő járat található. A másik zsombolyroncs öt méter mély. A bejáraton szabadon lemászva egy száraz, jellegzetesen ferde mennyezetű, 7×2 méteres hasadékterembe lehet jutni, ahol egy felszínközeli, agyagos talpú járatmaradványon kívül, kis cseppkő bekérgezést és oldott falfelületeket lehet látni. Érdekes a vastag, bejáratot borító mohatakaró, amely behatol a terem belső részeibe is, mert a zsomboly teljesen világos a felszíni fény miatt.
Előfordul a barlang az irodalmában S-18 (Kósa 1992) jelzéssel is.

## Kutatástörténet
1988-ban Csöndör Gyula, Kósa Attila és Molnár András mérték fel a barlangot, majd a felmérés alapján meg lett rajzolva a barlang alaprajz térképe, függőleges hosszmetszet térképe és 4 keresztmetszet térképe. Az alaprajz térképen látható a 4 keresztmetszet elhelyezkedése a barlangban. A függőleges hosszmetszet térképen látható 2 keresztmetszet elhelyezkedése a barlangban. Az 1992. évi Karszt és Barlangban publikált, az Alsó-hegy magyarországi részének töbreit, zsombolyait és beszakadásait bemutató ábrán látható a barlang földrajzi elhelyezkedése. Az 1992-ben kiadott, Alsó-hegyi zsombolyatlasz című könyvben, az Alsó-hegy fennsíkjának magyarországi oldalát bemutató egyik térképen meg van jelölve helye és a kiadványban megjelentek a barlang 1988-ban készült térképei. Az Iker-zsomboly az Aggteleki-karszt és a Szlovák-karszt többi barlangjával együtt 1995 óta a világörökség része.
A Nyerges Attila által 1997-ben készített szakdolgozat szerint a 6 m mély Iker-zsomboly az Alsó-hegy magyarországi részének 54. legmélyebb barlangja. Az 55. legmélyebb (Kalap-zsomboly), az 56. legmélyebb (Karácsony-zsomboly), az 57. legmélyebb (Útmenti-zsomboly), az 58. legmélyebb (Hideg-lyuk) és az 59. legmélyebb (Dugó-lyuka) szintén 6 m mélyek. Az Iker-zsomboly az egyik jellegzetes példája a beszakadásoknak, zsombolykezdeményeknek. Az 1999. évi Lakatos Kupa egyik helyszíne volt. A térképen nem jó helyen bejelölt zsombolyt csak két csapat, az első helyezett és az utolsó helyezett kereste meg. Nyerges Attila ismeretlen időpontban megrajzolta barlang alaprajz térképét, hosszmetszet térképét és 4 keresztmetszet térképét. Az alaprajz térképen látható a 4 keresztmetszet elhelyezkedése a barlangban. A 2008. szeptember 27-én megrendezett XV. Lakatos Kupa kiadványában meg van említve, hogy a zsomboly 16 m hosszú, és a füzet egyik oldala szerint 6, másik oldala szerint pedig 7 m mély. A füzetben megjelent a Nyerges Attila által rajzolt 6 térkép. A verseny egyik nem kötelezően érintendő, felszíni érintőpontja volt.
Az Alsó-hegy karsztjelenségeiről szóló, 2019-ben kiadott könyvben az olvasható, hogy az Iker-zsomboly 15 m hosszú és 7 m mély. A barlang azonosító számai: Szlovákiában 166, Magyarországon 5452/27, egyéb S-18. A könyvben publikálva lett a barlang ismeretlen időpontban Nyerges Attila által készített 6 térképe. A barlangot Nyerges Attila ismeretlen időpontban mérte fel, majd ismeretlen időpontban Nyerges Attila a felmérés alapján megrajzolta a barlang térképeit. A térképeket 2015-ben Luděk Vlk digitalizálta. A kiadványhoz mellékelve lett az Alsó-hegy részletes térképe. A térképet Luděk Vlk, Mojmír Záviška, Ctirad Piskač, Jiřina Novotná, Miloš Novotný és Martin Mandel készítették. A térképen, amelyen fekete ponttal vannak jelölve a barlangok és a zsombolyok, látható az Iker-zsomboly (5452/27, 166) földrajzi elhelyezkedése.